# Мацина Роман Геннадійович
Роман Геннадійович Мацина — капітан Збройних Сил України, військовий льотчик.

## Життєпис
В 2013 році із золотою медаллю закінчив льотний факультет Харківського університету повітряних сил імені Івана Кожедуба.

## Нагороди
- 19 липня 2014 року — «за особисту мужність і героїзм, виявлені у захисті державного суверенітету та територіальної цілісності України, вірність військовій присязі під час російсько-української війни», відзначений — нагороджений орденом Богдана Хмельницького III ступеня;
- 6 липня 2022 року — «за особисту мужність і самовіддані дії, виявлені у захисті державного суверенітету та територіальної цілісності України, вірність військовій присязі», нагороджений орденом Данила Галицького[1].